# لمر
لمر (به هلندی: Lemmer) یک منطقهٔ مسکونی در هلند است که در لمسلند واقع شده‌است. لمر ۱۰٬۲۲۵ نفر جمعیت دارد.